# Sara (Iloilo)
Sara (Bayan ng Sara) är en kommun i Filippinerna. Kommunen ligger på ön Panay, och tillhör provinsen Iloilo. Folkmängden uppgår till 42 363 invånare.

## Barangayer
Sara är indela i 42 barangayer.
| - Aguirre - Aldeguer - Alibayog - Anoring - Apelo - Apologista - Aposaga - Arante - Ardemil - Aspera - Aswe-Pabriaga - Bagaygay - Bakabak - Batitao | - Bato - Del Castillo - Castor - Crespo - Devera - Domingo - Ferraris - Gildore - Improgo - Juaneza - Labigan - Lanciola - Latawan - Malapaya | - Muyco - Padios - Pasig - Poblacion Ilawod - Poblacion Ilaya - Poblacion Market - Posadas - Preciosa - Salcedo - San Luis - Tady - Tentay - Villahermosa - Zerrudo |